# 鈴木圭介 (経済史学者)
鈴木 圭介（すずき けいすけ、1912年9月29日 - 1998年5月31日）は、日本の経済史学者。東京大学名誉教授。

## 略歴
愛知県渥美郡渥美町（現・田原市）生まれ。1937年3月、立教大学経済学部卒業。
1937年4月、立教大学助手、1939年4月、立教大学教授。1948年3月、病気のため立教大学を辞職。
1953年3月、東京大学経済学部研究員、1954年10月、東京大学社会科学研究所専任講師、その後助教授を経て、1968年5月、東京大学教授、1973年4月、東京大学を定年退官、名誉教授。1974年4月、東京都立商科短期大学教授。その後、愛知大学教授を歴任。
専門はアメリカ経済史。

## 著書
- 『アメリカ経済史研究序説』日本評論社 1949
- 『アメリカ経済史の基本問題』岩波書店 1980

### 共編著
- 『アメリカ経済史』編 宮野啓二、中西弘次、楠井敏朗共著 東京大学出版会 東京大学社会科学研究所研究報告 1972
- 『アメリカ独占資本主義 形成期の基礎構造』編 弘文堂 1980
- 『アメリカ経済史 2 (1860年代～1920年代)』編 東京大学出版会 1988

### 追悼文集
- 『自由の風 鈴木圭介追悼文集 私家版』鈴木圭介追悼文集刊行委員会 1999